# LiAZ
LiAZ (ros. Ликинский автобусный завод, w skrócie ЛиАЗ; Likinskij Awtobusnyj Zawod) – rosyjska fabryka autobusów z siedzibą w Likinie-Dulowie.

## Historia i opis fabryki
Historia zakładów sięga roku 1933, kiedy władze ZSRR zdecydowały o budowie w Likinie fabryki zajmującej się produkcją artykułów z drewna. Po II wojnie światowej fabryka zmieniła profil produkcyjny i rozpoczęła produkcję pił elektrycznych, lokomotyw oraz generatorów prądu. W 1959 roku po raz kolejny zmieniono profil produkcyjny, tym razem na produkcję autobusów i rozpoczęta zostaje produkcja autobusu ZiŁ-158, którego produkcja została przeniesiona z Moskwy. W pierwszym roku produkcji wyprodukowano 213 pojazdów. W 1963 roku było to już 5419 pojazdów. W 1967 roku rozpoczęto próbną produkcję popularnego w ZSRR autobusu LiAZ-677, a rok później rozpoczęła się produkcja seryjna, która trwała do 1999 roku. Powstało 200 tys. egzemplarzy w wielu wersjach. W 1975 roku fabryka osiągnęła docelowy poziom produkcji, tj. 10 tys. pojazdów rocznie. W 1996 roku ze względu na kryzys fabryka zawiesiła produkcję. W 1997 roku ogłoszono upadłość zakładów. W 2000 roku koncern RusAwtoProm (od 2004 roku Russkije Awtobusy) przejął od syndyka część majątku fabryki LiAZ i wznowił produkcję modelu 5256, a w 2001 roku jego odmiany przegubowej 6212. W 2003 roku uruchomiono produkcję pierwszego niskopodłogowego autobusu w Rosji – LiAZ 5292, a w 2005 roku dołączyłą wersja przegubowa 6213.

## Autobusy

### Modele historyczne
- ZiŁ-158/LiAZ-158 (1959–1970)
- LiAZ-677 (1967–1996)

### Modele aktualne
- LiAZ-5256 (1986 (małoseryjna), 1989–nadal)
- LiAZ-5292 (2004–nadal)
- LiAZ-5293 (2006–nadal)
- LiAZ-6212 (2002–nadal) – autobus członowy
- LiAZ-6213 (2007–nadal) – autobus członowy

## Trolejbusy
- LiAZ-5280 (2005–2012)
- LiAZ-52802
- LiAZ-52803

## Galeria

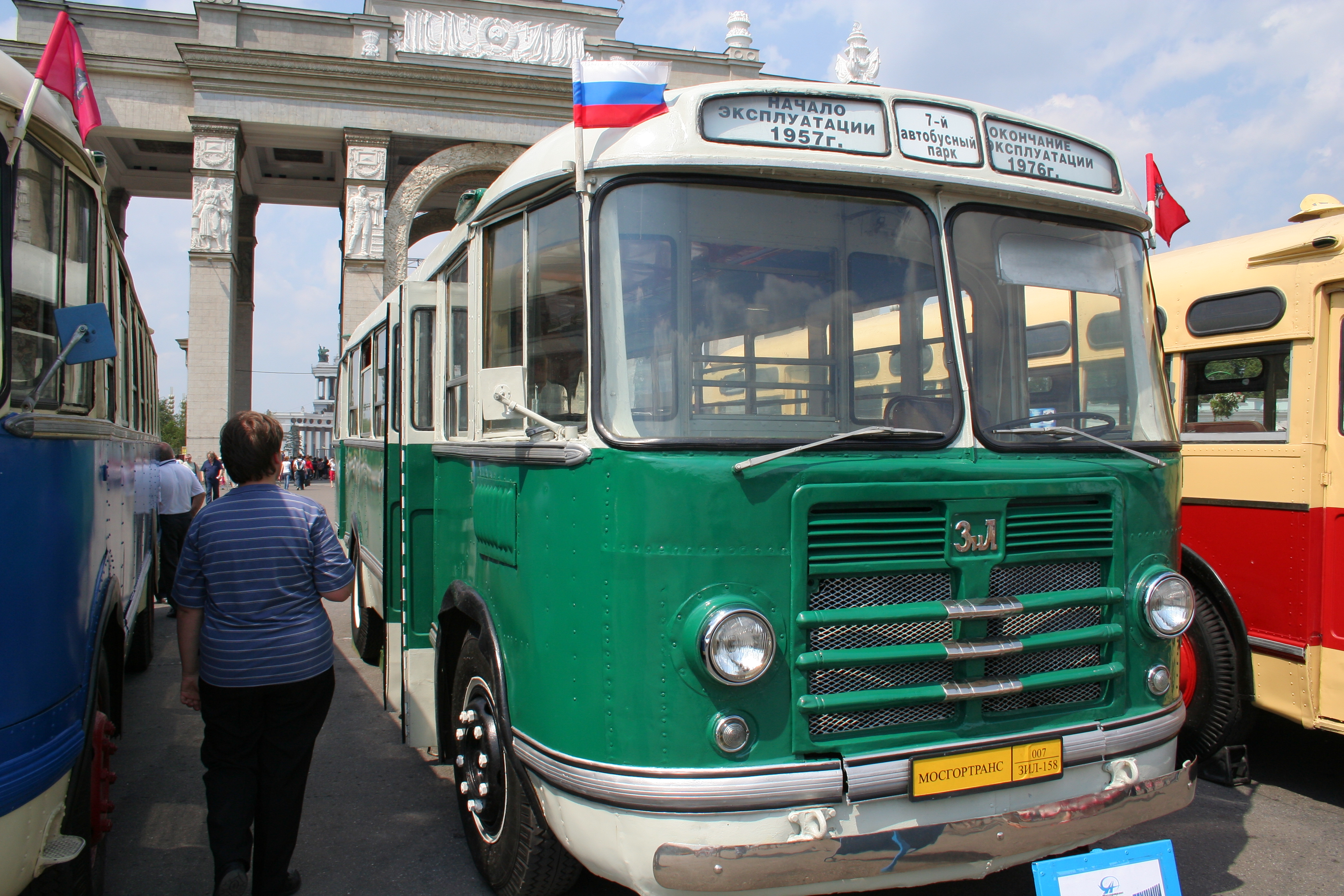
ZiŁ-158
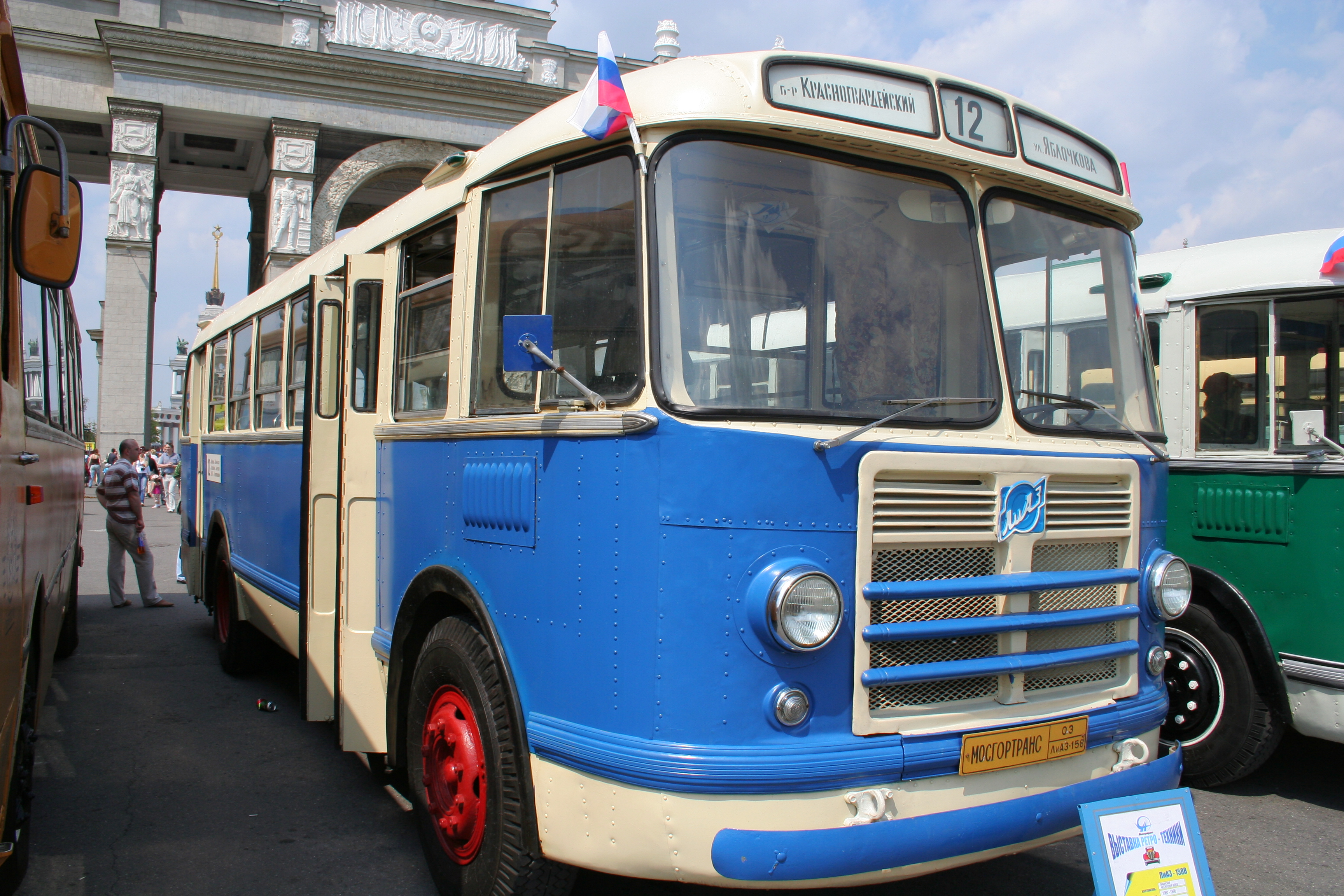
LiAZ-158 (ZiŁ-158W)
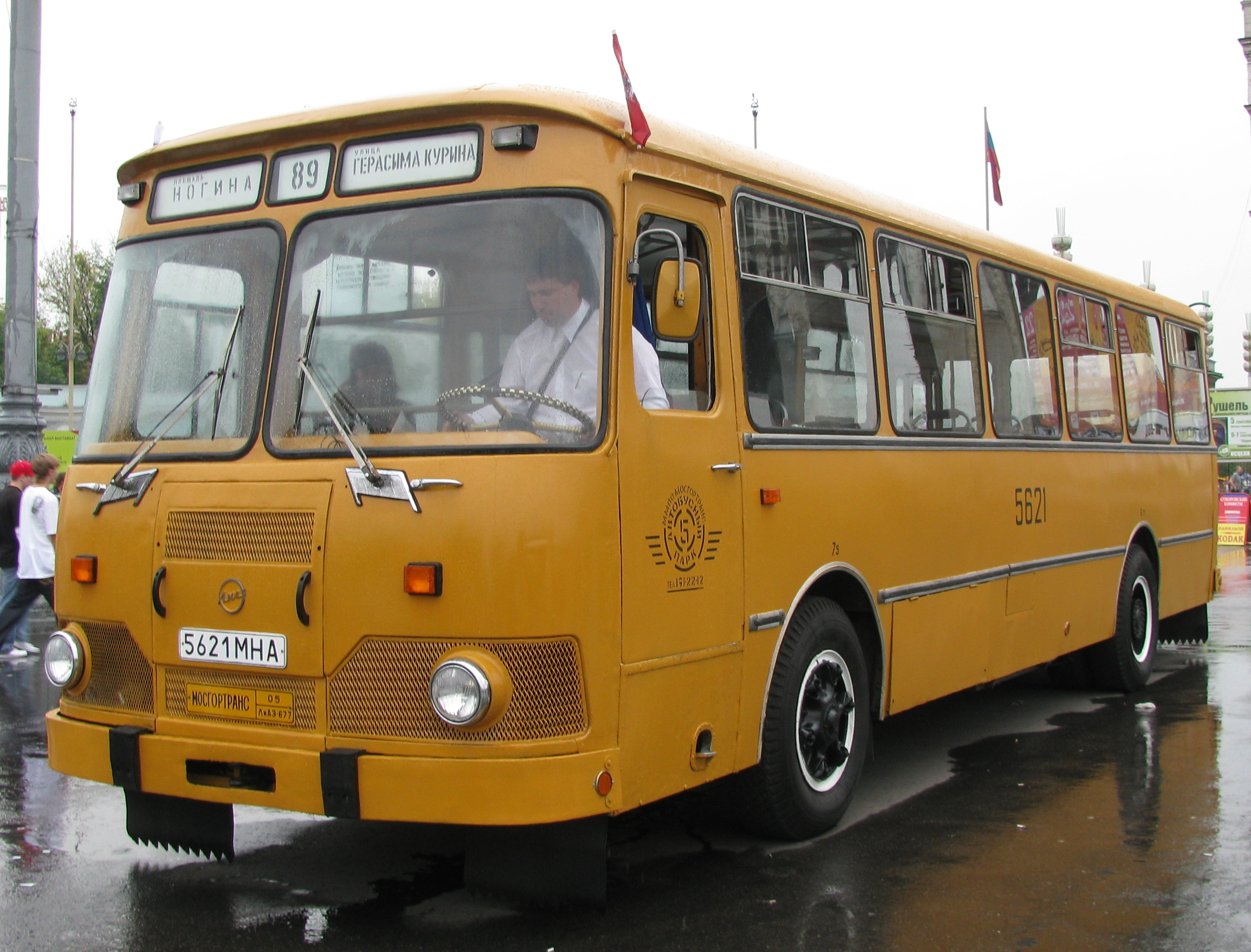
LiAZ-677M
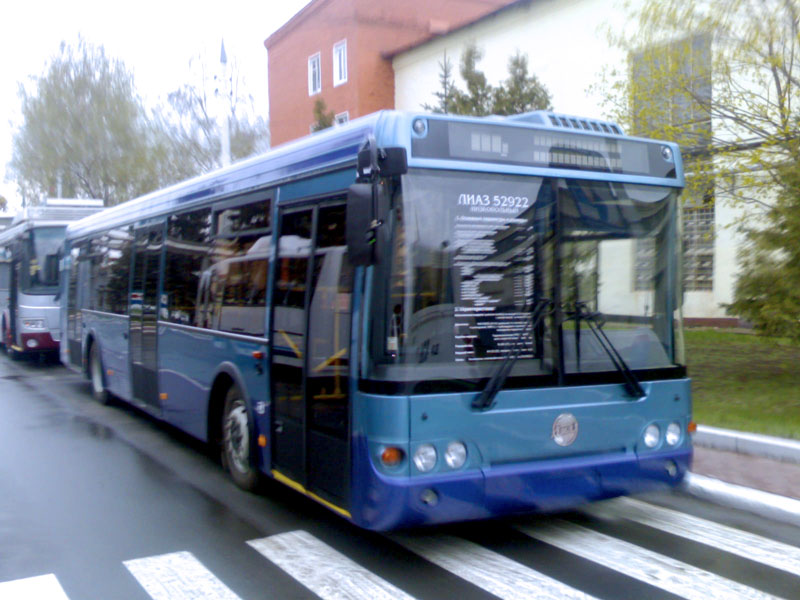
LiAZ-5292
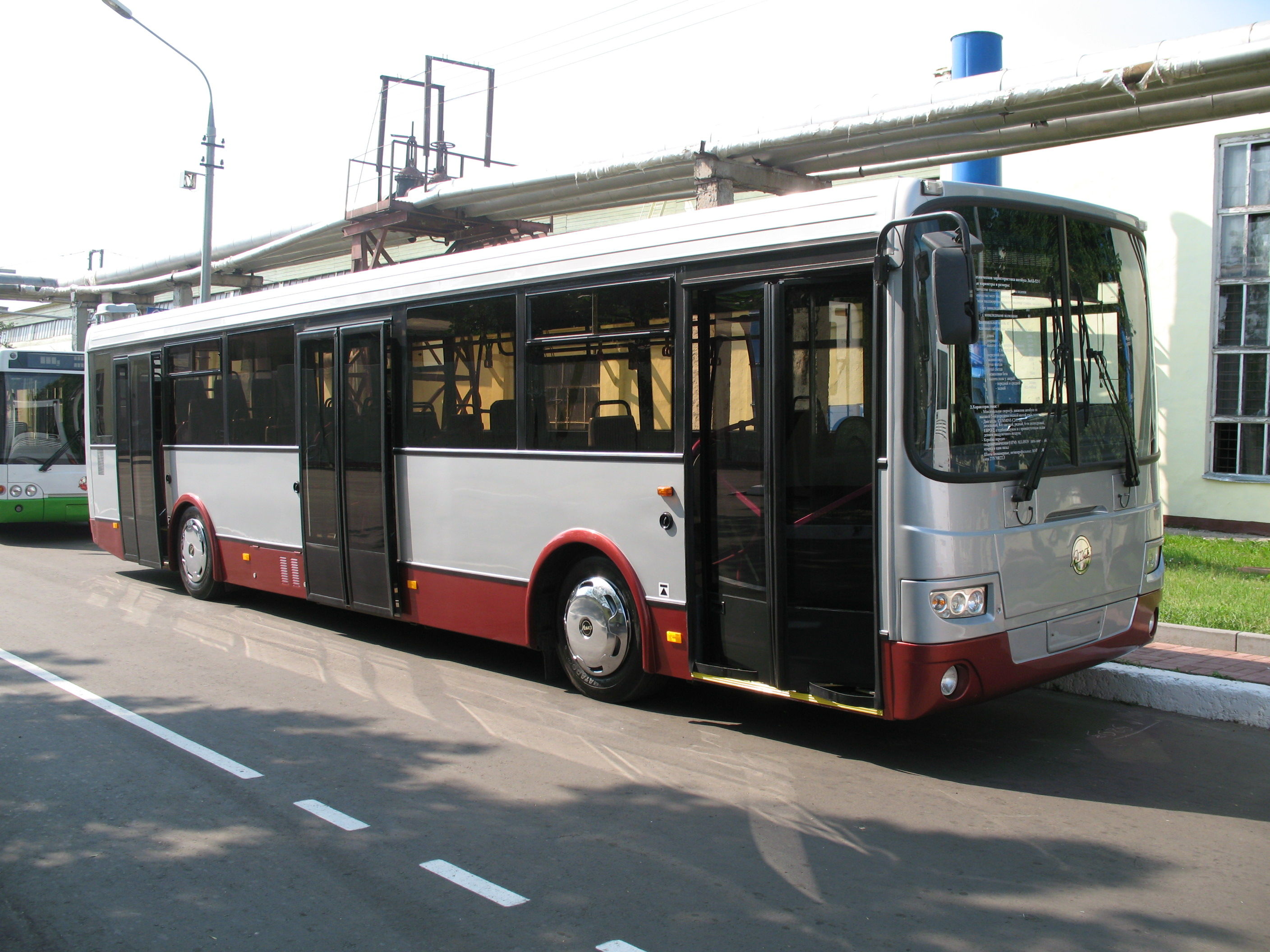
LiAZ-5293
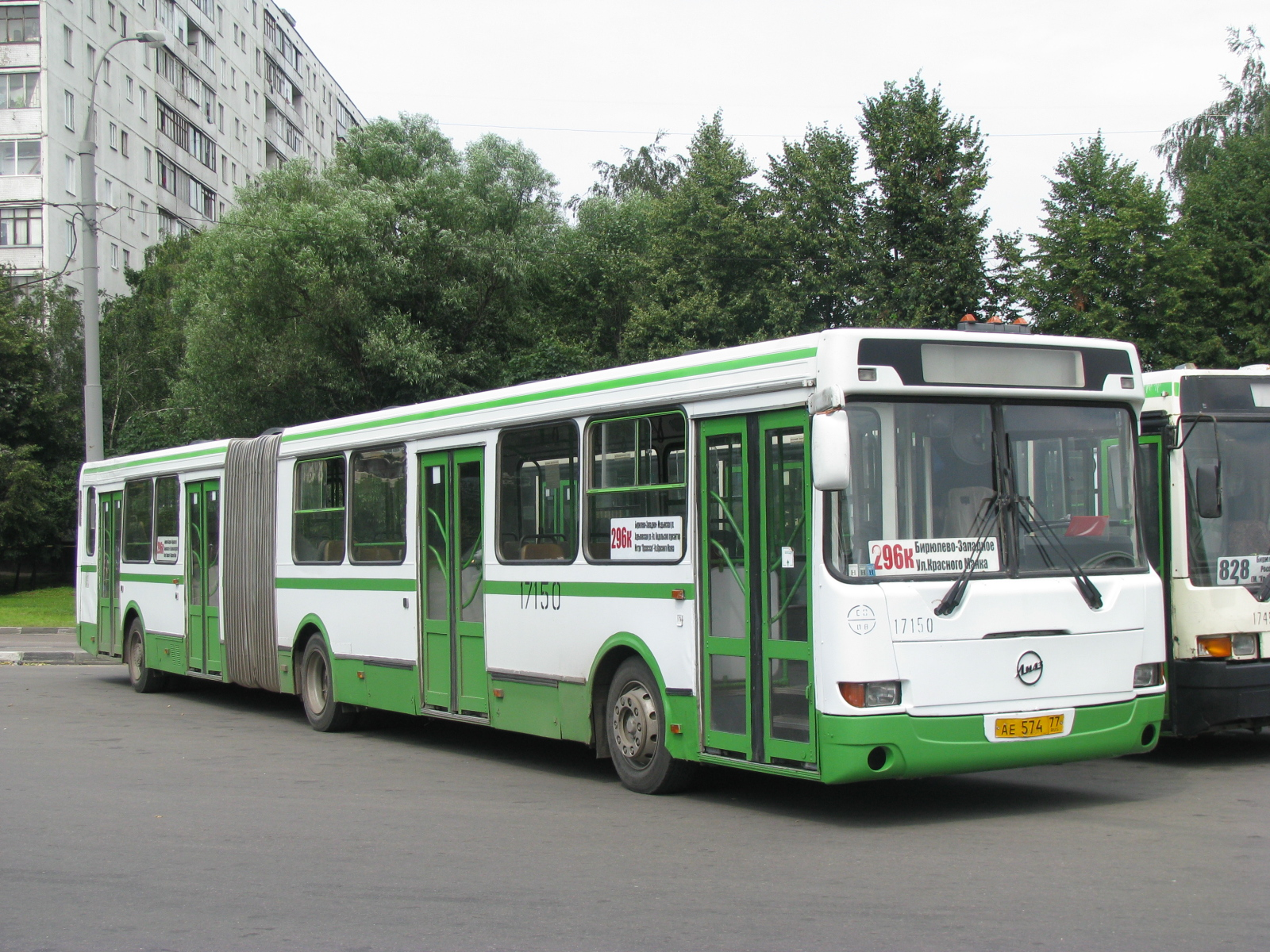
LiAZ-6212
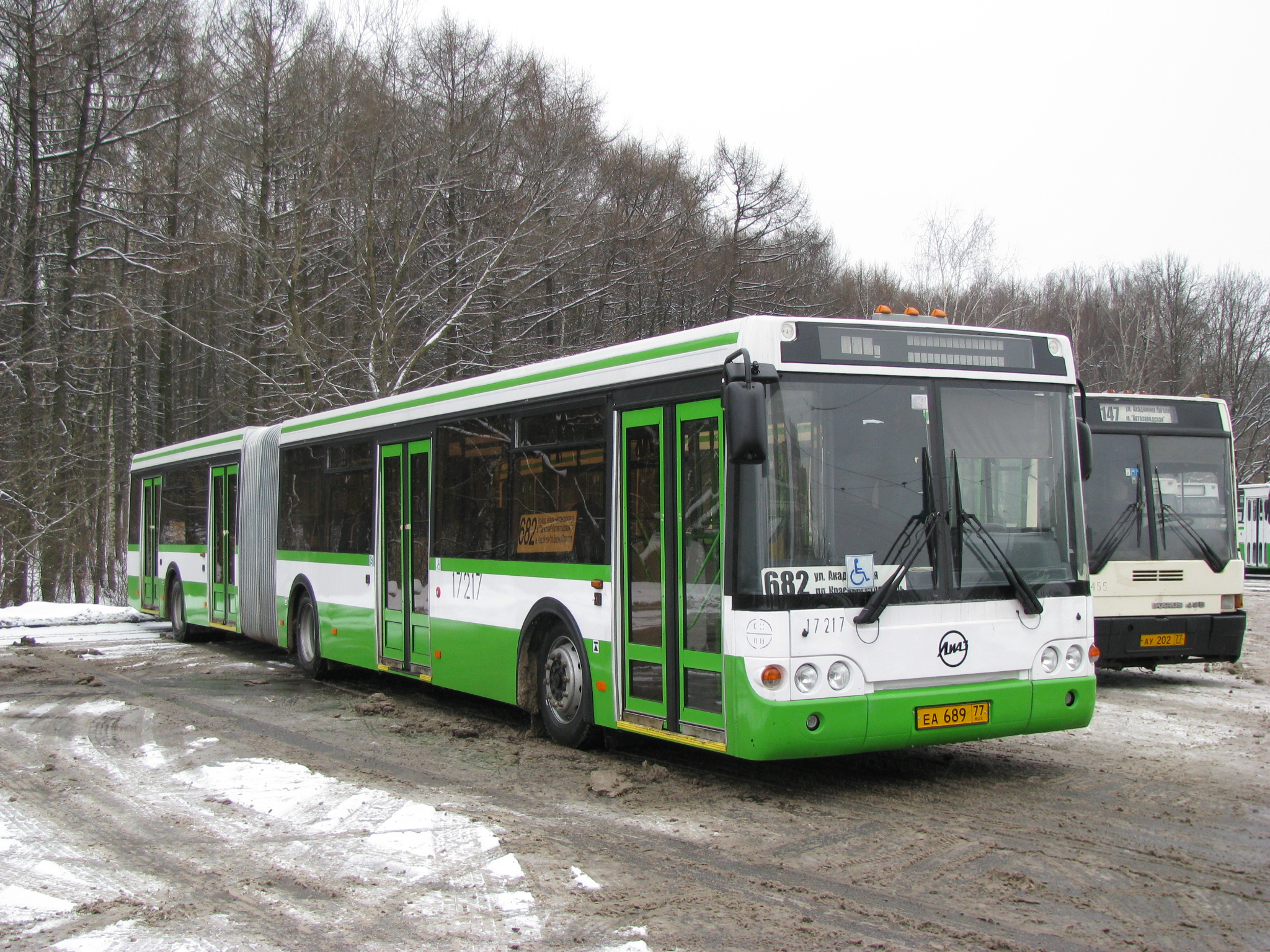
LiAZ-6213
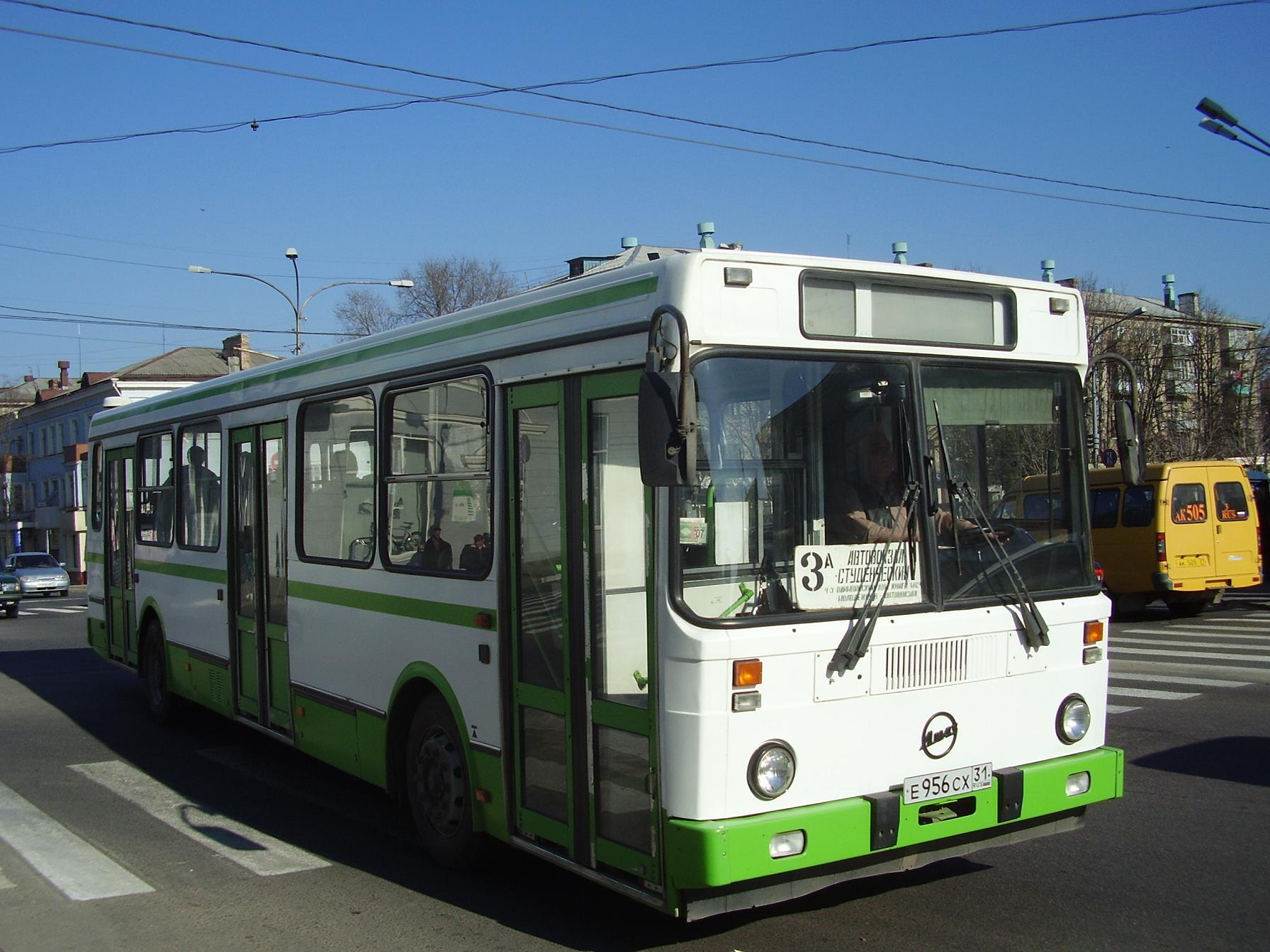
LiAZ-5256 (pierwsza generacja)
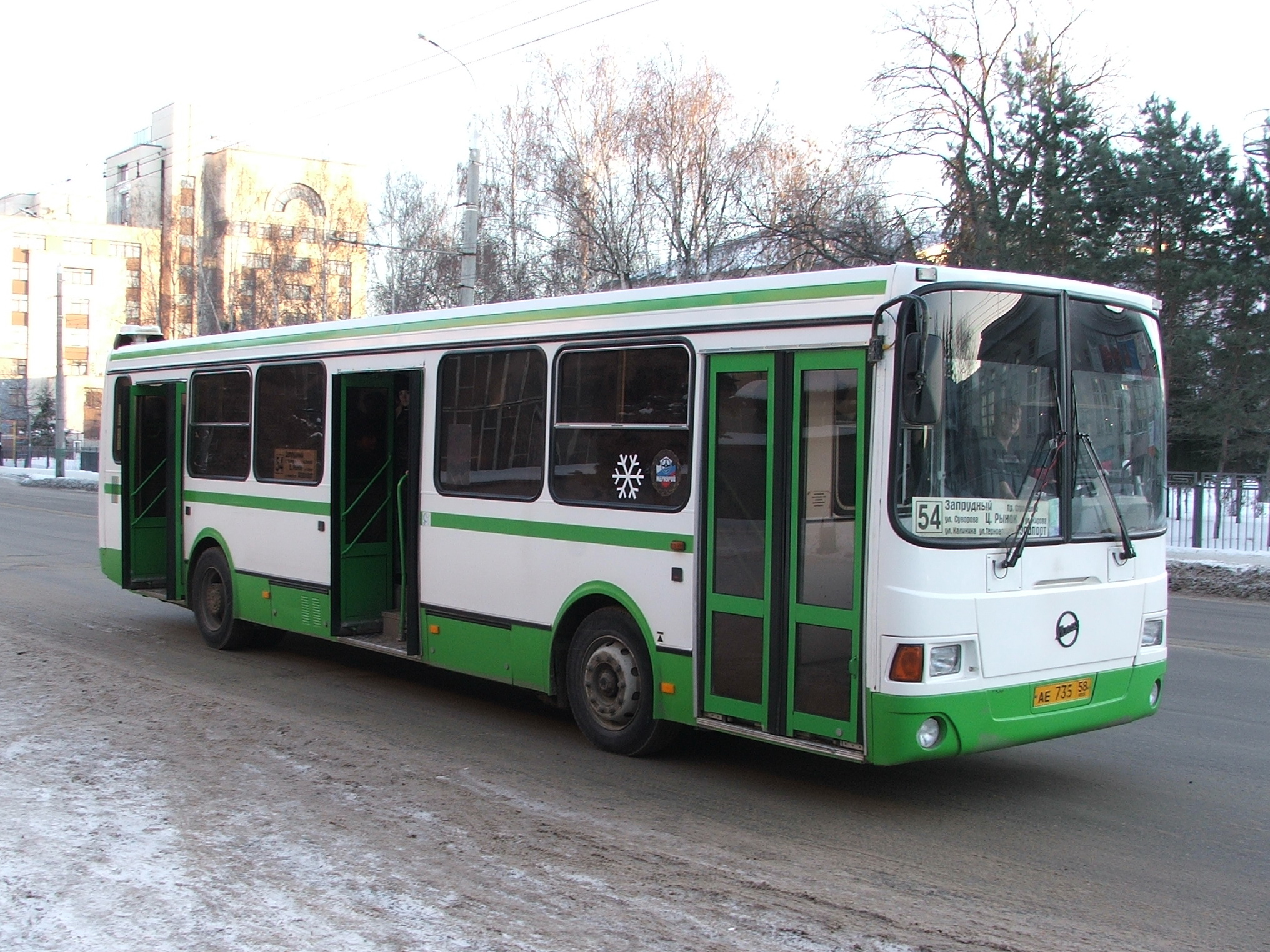
LiAZ-5256 (druga generacja)
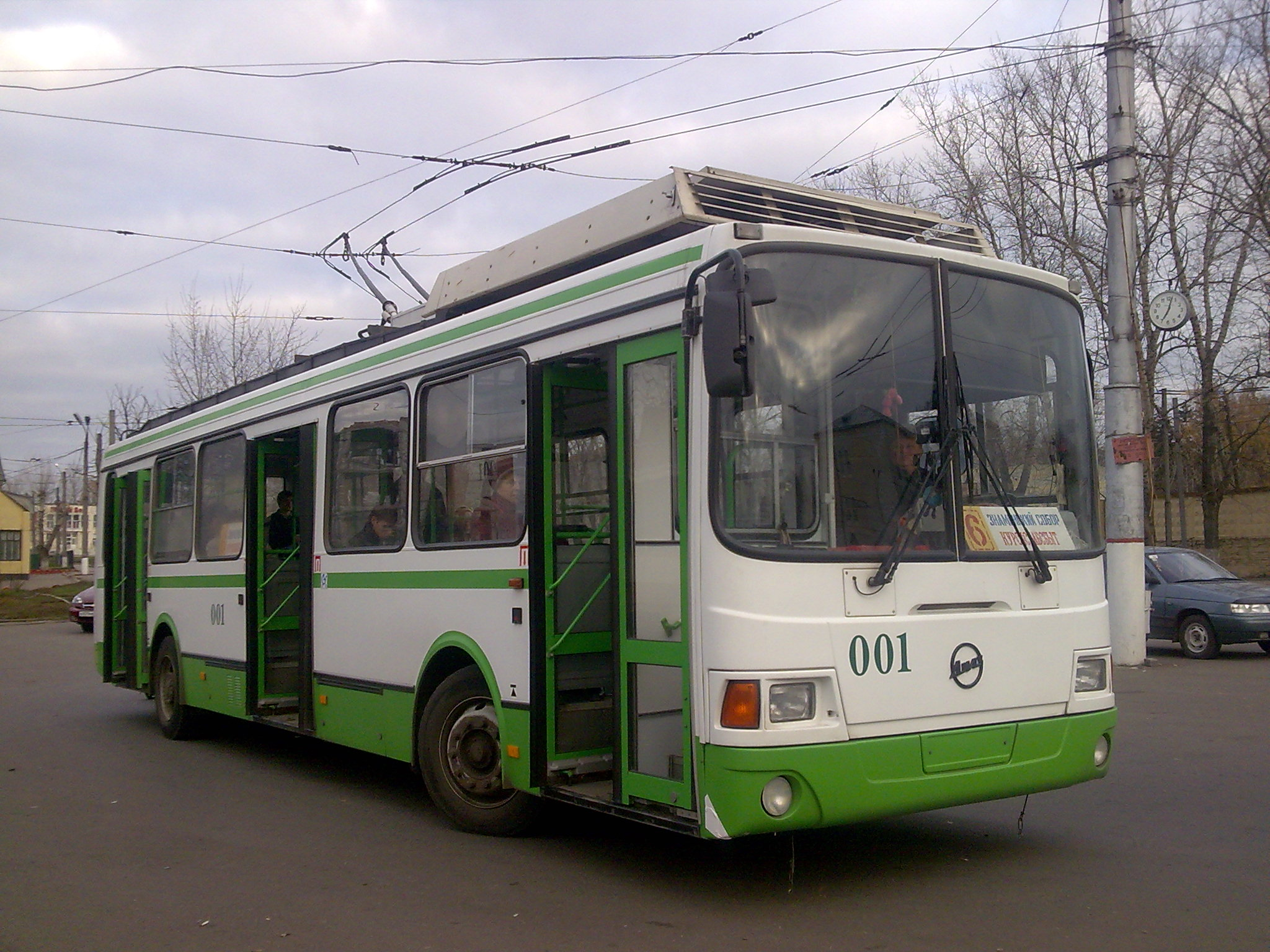
Trolejbus LiAZ-5280 w Kursku